# Ernst Fechter
Ernst Fechter (* 5. März 1924 in Löbkoyen, heute Orechowo; † 1998 in Dresden) war ein deutscher Maler und Grafiker und Hochschullehrer.

## Leben und Werk
Fechter erlernte nach der Grundschule den Beruf des Dekorationsmalers. Von 1947 bis 1953 studierte er bei Fritz Dähn Malerei an der Hochschule für bildende Künste in Dresden. Für seine Diplomarbeit schuf er das Tafelbild „Produktionsberatung“. Ab 1956 war er an der Hochschule Assistent und von 1961 bis 1971 Dozent für Malerei. Danach war er vorübergehend in Moritzburg freischaffend tätig. Von 1972 bis 1982 war er Ordentlicher Professor für Bildende Kunst an der Pädagogischen Hochschule Dresden. Zu seinen Schülern gehörte u. a. der Kunsterzieher und Künstler Siegfried Sack. Neben seiner Arbeit an der Hochschule leitete Fechter die „Bezirksarbeitsgemeinschaft malender Volkspolizisten Dresden“, wofür er 1977 den Theodor-Körner-Preis erhielt. Nach der Emeritierung arbeitete Fechter wieder in Dresden als freischaffender Künstler. Er war u. a. 1951 auf der Internationalen Kunstausstellung in Ost-Berlin und 1958/1959 auf der Deutschen Kunstausstellung in Dresden vertreten.

## Fotografische Darstellung Fechters (Auswahl)
- Richard Peter jr. (1915 – 1978):  Serie von Fotografien Fechters (1965)[3]

## Werke (Auswahl)
- Studentin (Öl, 85 × 70 cm; auf der Vierten Deutschen Kunstausstellung)[4]
- Dresden – Borsbergstraße (Öl, 1961)[5]
- Porträt H.K. (Tafelbild, 1965)[6]
- Montagebau Rohrwerk III (Öl, 1965; Sächsischer Kunstfonds)[7]
- Apfelbaum mit Leiter (Linolschnitt, 1980)[8]
- Dresden, Schillerplatz (Öl, 1980)[9]